# FI Большой Медведицы
FI Большой Медведицы (лат. FI Ursae Majoris), HD 97302 — одиночная переменная звезда в созвездии Большой Медведицы на расстоянии приблизительно 350 световых лет (около 107 парсеков) от Солнца. Видимая звёздная величина звезды — от +6,68m до +6,65m.

## Характеристики
FI Большой Медведицы — белая пульсирующая переменная звезда типа Дельты Щита (DSCTC) спектрального класса A4V. Эффективная температура — около 8590 К.